# Campeonato Pernambucano de Futebol de 2018
O Campeonato Pernambucano de Futebol de 2018 foi a 104ª edição do torneiro realizado no estado de Pernambuco e organizado pela Federação Pernambucana de Futebol. O campeonato contou com a participação de 11 equipes e teve o Clube Náutico Capibaribe como o seu vencedor, numa final inédita contra a equipe do Central. Essa foi a quebra de um jejum de quase 14 anos da equipe do Náutico sem conquistar nenhum título.

## Formato e Regulamento
A primeira fase será disputada em turno único entre os 11 clubes e os oito melhores passam às quartas de final. 
Nas quartas de final e semifinal os times se enfrentam em jogo único. Na final decidem em jogos de ida e volta.

### Critérios de desempate
Em caso de empate por pontos entre dois ou mais clubes, os critérios de desempate são aplicados na seguinte ordem:
1. Número de vitórias;
2. Saldo de gols;
3. Gols pró;
4. Confronto direto;
5. Menor número de cartões vermelhos;
6. Menor número de cartões amarelos;
7. Sorteio.

O campeão e vice-campeão garantem vaga na Copa do Brasil 2019 e Copa do Nordeste 2019. O Terceiro colocado ganhará vaga na fase Seletiva da Copa do Nordeste 2019 e na Copa do Brasil 2019. Já as três primeiras equipes classificadas na primeira fase - exceto as equipes que já tiverem vagas asseguradas no Campeonato Brasileiro de Futebol de 2019 -, garantirão vaga na Série D 2019.

## Equipes Participantes
| Equipe                                                | Cidade                 | Em 2017 | Estádio (Mando)                                                        | Capacidade         | Títulos (Último) | Part. |
| ----------------------------------------------------- | ---------------------- | ------- | ---------------------------------------------------------------------- | ------------------ | ---------------- | ----- |
| Afogados da Ingazeira Futebol Clube                   | Afogados da Ingazeira  | 8°      | Vianão                                                                 | 1 735              | 0 (não possui)   | 2     |
| América Futebol Clube                                 | Recife                 | 9°      | Ademir Cunha                                                           | 12 000             | 6 (em 1944)      | 84    |
| Belo Jardim Futebol Clube                             | Belo Jardim            | 5°      | Joaquim de Brito[BEL] Estádio Luiz José de Lacerda[BEL] Mendonção[BEL] | 2 200 19 478 5 230 | 0 (não possui)   | 6     |
| Central Sport Club                                    | Caruaru                | 6°      | Estádio Luiz José de Lacerda                                           | 19 478             | 0 (não possui)   | 57    |
| Flamengo Sport Club de Arcoverde                      | Arcoverde              | 7°      | Áureo Bradley                                                          | 3 000              | 0 (não possui)   | 6     |
| Clube Náutico Capibaribe                              | Recife                 | 4°      | Arena Pernambuco                                                       | 44 300             | 21 (em 2004)     | 103   |
| Pesqueira Futebol Clube                               | Pesqueira              | 1º (A2) | Joaquim de Brito                                                       | 2 200              | 0 (não possui)   | 5     |
| Salgueiro Atlético Clube                              | Salgueiro              | 2°      | Cornélio de Barros                                                     | 12 070             | 0 (não possui)   | 12    |
| Santa Cruz Futebol Clube                              | Recife                 | 3°      | Arruda                                                                 | 60 044             | 29 (em 2016)     | 104   |
| Sport Club do Recife                                  | Recife                 | 1°      | Ilha do Retiro                                                         | 30 000             | 41 (em 2017)     | 102   |
| Associação Acadêmica e Desportiva Vitória das Tabocas | Vitória de Santo Antão | 10º     | Arena Pernambuco[VIT]                                                  | 44 300             | 0 (não possui)   | 7     |

### Localização das equipes
Notas
- BEL. ^  Devido a obras para troca e reestruturação do gramado do Estádio Mendonção, a equipe do Belo Jardim realizou os primeiros jogos como mandante nos estádios Joaquim de Brito, em Pesqueira, e Estádio Luiz José de Lacerda, em Caruaru. [3]
- VIT. ^  O Estádio Carneirão em Vitória de Santo Antão se encontra sem condições de uso devido ao abandono. Durante toda a competição, o clube mandará seus jogos na Arena Pernambuco, em São Lourenço da Mata.[4]

## Primeira Fase
| Pos | Equipes               | Pts | J  | V | E | D | GP | GC | SG | %    | Classificação ou rebaixamento             |
| --- | --------------------- | --- | -- | - | - | - | -- | -- | -- | ---- | ----------------------------------------- |
| 1   | Náutico               | 19  | 10 | 5 | 4 | 1 | 17 | 10 | +7 | 63.3 | Zona de Classificação para à Segunda fase |
| 2   | Central               | 19  | 10 | 5 | 4 | 1 | 13 | 6  | +7 | 63.3 | Zona de Classificação para à Segunda fase |
| 3   | Sport                 | 17  | 10 | 4 | 5 | 1 | 13 | 6  | +7 | 56.7 | Zona de Classificação para à Segunda fase |
| 4   | Salgueiro             | 14  | 10 | 3 | 5 | 2 | 9  | 11 | –2 | 46.7 | Zona de Classificação para à Segunda fase |
| 5   | Vitória das Tabocas   | 13  | 10 | 3 | 4 | 3 | 14 | 17 | -3 | 43.3 | Zona de Classificação para à Segunda fase |
| 6   | Santa Cruz            | 13  | 10 | 2 | 7 | 1 | 9  | 9  | 0  | 43.3 | Zona de Classificação para à Segunda fase |
| 7   | América-PE            | 12  | 10 | 3 | 3 | 4 | 15 | 16 | –1 | 40.0 | Zona de Classificação para à Segunda fase |
| 8   | Afogados              | 12  | 10 | 3 | 3 | 4 | 12 | 13 | –1 | 40.0 | Zona de Classificação para à Segunda fase |
| 9   | Flamengo de Arcoverde | 9   | 10 | 1 | 6 | 3 | 7  | 8  | –1 | 30.0 | Eliminado na Primeira Fase                |
| 10  | Pesqueira             | 6   | 10 | 1 | 3 | 6 | 5  | 12 | –7 | 20.0 | Zona de Rebaixamento para à Série A2 2019 |
| 11  | Belo Jardim           | 6   | 10 | 0 | 6 | 4 | 9  | 15 | –6 | 20.0 | Zona de Rebaixamento para à Série A2 2019 |

## Confrontos
Para ler a tabela, a linha horizontal representa os jogos da equipe como mandante. A coluna vertical indica os jogos da equipe como visitante.
|                       | AFO | AME | BJA | CEN | FAR | NAU | PES | SAL | STC | SPT | VPE |
| --------------------- | --- | --- | --- | --- | --- | --- | --- | --- | --- | --- | --- |
| Afogados              | —   |     | 1–1 | 1–1 |     |     | 2–1 |     | 0–1 |     | 4–2 |
| América-PE            | 2–2 | —   | 3–1 | 0–1 |     |     | 2–0 |     | 2–0 |     |     |
| Belo Jardim           |     |     | —   |     | 1–1 | 2–2 |     | 0–1 |     | 0–0 | 2–2 |
| Central               |     |     | 2–0 | —   | 0–0 | 3–0 |     | 2–1 |     | 1–1 |     |
| Flamengo de Arcoverde | 0–1 | 1–1 |     |     | —   |     | 0–1 |     | 1–1 | 0–0 |     |
| Náutico               | 2–1 | 3–2 |     |     | 1–0 | —   |     | 4–0 |     | 3–0 |     |
| Pesqueira             |     |     | 0–0 | 1–2 |     | 1–1 | —   | 0–1 |     |     | 1–2 |
| Salgueiro             | 1–0 | 1–1 |     |     | 2–2 |     |     | —   | 1–1 | 1–1 |     |
| Santa Cruz            |     |     | 3–2 | 1–1 |     | 0–0 | 0–0 |     | —   |     | 1–1 |
| Sport                 | 2–0 | 2–0 |     |     |     |     | 2–0 |     | 1–1 | —   | 4–0 |
| Vitória das Tabocas   |     | 5–2 |     | 1–0 | 0–2 | 1–1 |     | 0–0 |     |     | –   |

| Vitória do mandante; Vitória do visitante; Empate. | Em vermelho os jogos da próxima rodada; Em negrito os jogos "clássicos". |

## Desempenho por Rodada
Clubes que lideraram ao final de cada rodada:
| 1   | 2   | 3   | 4   | 5   | 6   | 7   | 8   | 9   | 10  | 11  |
| NAU | CEN | NAU | NAU | VPE | NAU | CEN | NAU | NAU | NAU | NAU |

Clubes que ficaram em último lugar ao final de cada rodada:
| 1   | 2   | 3   | 4   | 5   | 6   | 7   | 8   | 9   | 10  | 11  |
| AME | STC | PES | PES | PES | FAR | BJA | FAR | FAR | BJA | BJA |

## Rodada de Descanso
Quando um campeonato é formado por número impar de equipes, sempre em uma rodada haverá uma equipe que irá "descansar", ela terá uma rodada de descanso, a seguir as equipes e suas respectivas rodadas de descanso.

## Segunda Fase
Em itálico, os times que possuem o mando de campo e em negrito os times classificados. 
|  | Quartas-de-final 14 e 18 de março | Quartas-de-final 14 e 18 de março | Quartas-de-final 14 e 18 de março |         |           | Semifinais 21 e 25 de março | Semifinais 21 e 25 de março | Semifinais 21 e 25 de março |  |  | Final 1 e 8 de abril | Final 1 e 8 de abril | Final 1 e 8 de abril | Final 1 e 8 de abril | Final 1 e 8 de abril |
|  |                                   |                                   |                                   |         |           |                             |                             |                             |  |  |                      |                      |                      |                      |                      |
|  | 2º                                | Central                           | 3                                 |         |           |                             |                             |                             |  |  |                      |                      |                      |                      |                      |
|  | 7º                                | América-PE                        | 2                                 |         |           |                             |                             |                             |  |  |                      |                      |                      |                      |                      |
|  | 7º                                | América-PE                        | 2                                 |         | S2        | Central                     | 1                           |                             |  |  |                      |                      |                      |                      |                      |
|  |                                   |                                   |                                   |         | S2        | Central                     | 1                           |                             |  |  |                      |                      |                      |                      |                      |
|  |                                   | S3                                | Sport                             | 0       |           |                             |                             |                             |  |  |                      |                      |                      |                      |                      |
|  | 3º                                | S3                                | Sport                             | 0       | Sport     | 3                           |                             |                             |  |  |                      |                      |                      |                      |                      |
|  | 3º                                |                                   |                                   |         | Sport     | 3                           |                             |                             |  |  |                      |                      |                      |                      |                      |
|  | 6º                                | Santa Cruz                        | 0                                 |         |           |                             |                             |                             |  |  |                      |                      |                      |                      |                      |
|  |                                   |                                   |                                   |         |           |                             |                             |                             |  |  | F1                   | Central              | 0                    | 1                    |                      |
|  |                                   |                                   | F2                                | Náutico | 0         | 2                           |                             |                             |  |  |                      |                      |                      |                      |                      |
|  | 1º                                | Náutico                           | 1                                 |         |           |                             |                             |                             |  |  |                      |                      |                      |                      |                      |
|  | 8º                                | Afogados                          | 0                                 |         |           |                             |                             |                             |  |  |                      |                      |                      |                      |                      |
|  | 8º                                | Afogados                          | 0                                 |         | S1        | Náutico                     | 3                           |                             |  |  |                      |                      |                      |                      |                      |
|  |                                   |                                   |                                   |         | S1        | Náutico                     | 3                           |                             |  |  |                      |                      |                      |                      |                      |
|  |                                   | S4                                | Salgueiro                         | 2       |           |                             |                             |                             |  |  |                      |                      |                      |                      |                      |
|  | 4º                                | S4                                | Salgueiro                         | 2       | Salgueiro | 1                           |                             |                             |  |  |                      |                      |                      |                      |                      |
|  | 4º                                |                                   |                                   |         | Salgueiro | 1                           |                             |                             |  |  |                      |                      |                      |                      |                      |
|  | 5º                                | Vitória das Tabocas               | 0                                 |         |           |                             |                             |                             |  |  |                      |                      |                      |                      |                      |

|  | Disputa do 3° lugar 2 de abril |   |
|  |                                |   |
|  | Sport                          | 3 |
|  | Salgueiro                      | 0 |

## Premiação
| Campeão Pernambucano de 2018   |
| ------------------------------ |
| ' Náutico Campeão (22º título) |

| Vice Campeão: | Terceiro Colocado: | Quarto Colocado: | Artilheiro:         | Melhor goleiro: |
| ------------- | ------------------ | ---------------- | ------------------- | --------------- |
| Central       | Sport              | Salgueiro        | Caxito (América-PE) | Bruno (Náutico) |

## Classificação Geral
| Pos | Equipes               | Pts | J  | V | E | D | GP | GC | SG  | %    | Classificação ou rebaixamento                          |
| --- | --------------------- | --- | -- | - | - | - | -- | -- | --- | ---- | ------------------------------------------------------ |
| 1   | Náutico               | 29  | 14 | 8 | 5 | 1 | 23 | 13 | +10 | 69   | Campeão, Copa do Brasil 2019 e Copa do Nordeste 2019   |
| 2   | Central               | 26  | 14 | 7 | 5 | 2 | 17 | 8  | +9  | 61.9 | Vice-campeão, Copa do Brasil 2019, e Série D de 2019   |
| 3   | Sport                 | 23  | 13 | 6 | 5 | 2 | 19 | 7  | +12 | 59   | Eliminado na Semifinal e Copa do Brasil 2019           |
| 4   | Salgueiro             | 17  | 13 | 4 | 5 | 4 | 12 | 17 | –5  | 43.6 | Eliminado na Semifinal e Copa do Nordeste 2019         |
| 5   | Vitória das Tabocas   | 13  | 11 | 3 | 4 | 4 | 14 | 18 | -4  | 39.4 | Série D 2019                                           |
| 6   | Santa Cruz            | 13  | 11 | 2 | 7 | 2 | 9  | 12 | -3  | 39.4 | Eliminado nas Quartas de Final e Copa do Nordeste 2019 |
| 7   | América-PE            | 12  | 11 | 3 | 3 | 5 | 17 | 19 | -2  | 36.4 | Série D 2019                                           |
| 8   | Afogados              | 12  | 11 | 3 | 3 | 5 | 12 | 14 | -2  | 36.4 | Eliminado nas Quartas de Final                         |
| 9   | Flamengo de Arcoverde | 9   | 10 | 1 | 6 | 3 | 7  | 8  | -1  | 30.0 | Eliminado na Primeira Fase                             |
| 10  | Pesqueira             | 6   | 10 | 1 | 3 | 6 | 5  | 12 | -7  | 20.0 | Rebaixados à Série A2 de 2019                          |
| 11  | Belo Jardim           | 6   | 10 | 0 | 6 | 4 | 9  | 15 | -6  | 20.0 | Rebaixados à Série A2 de 2019                          |

## Artilharia
Atualizado em  9 de abril de 2018.
| Gols | Jogador              | Time                |
| ---- | -------------------- | ------------------- |
| 8    | Caxito               | América-PE          |
| 7    | Leandro Costa        | Central             |
| 6    | Thomas Anderson      | Vitória das Tabocas |
| 5    | Etinho               | Afogados            |
| 4    | Anselmo              | Sport               |
| 4    | Jader                | Belo Jardim         |
| 4    | Marlone              | Sport               |
| 4    | Ortigoza             | Náutico             |
| 4    | Piauí                | Salgueiro           |
| 4    | Wallace Pernambucano | Náutico             |

## Maiores públicos
Esses foram os dez jogos de maior público do campeonato:

## Menores Públicos
Esses foram os dez jogos de menor público do campeonato:

## Médias de público
Estas foram as médias de público dos clubes no campeonato, considerando jogos das equipes em todas as fases e como mandantes:
| Pos. | Time                  | Média  | Total  | Mandos[PF] |
| ---- | --------------------- | ------ | ------ | ---------- |
| 1    | Náutico               | 11 164 | 89 315 | 8          |
| 2    | Sport                 | 6 536  | 39 217 | 6          |
| 3    | Central               | 4 435  | 35 480 | 8          |
| 4    | Santa Cruz            | 4 399  | 21 995 | 5          |
| 5    | Salgueiro             | 1 161  | 6 965  | 6          |
| 6    | Afogados              | 1 099  | 5 495  | 5          |
| 7    | Flamengo de Arcoverde | 1 061  | 5 303  | 5          |
| 8    | Vitória das Tabocas   | 856    | 4 282  | 5          |
| 9    | Pesqueira             | 685    | 3 425  | 5          |
| 10   | América-PE            | 553    | 2 764  | 5          |
| 11   | Belo Jardim           | 501    | 2 503  | 5          |

- PF. ^ Jogos com portões fechados não são considerados.